# Gugler

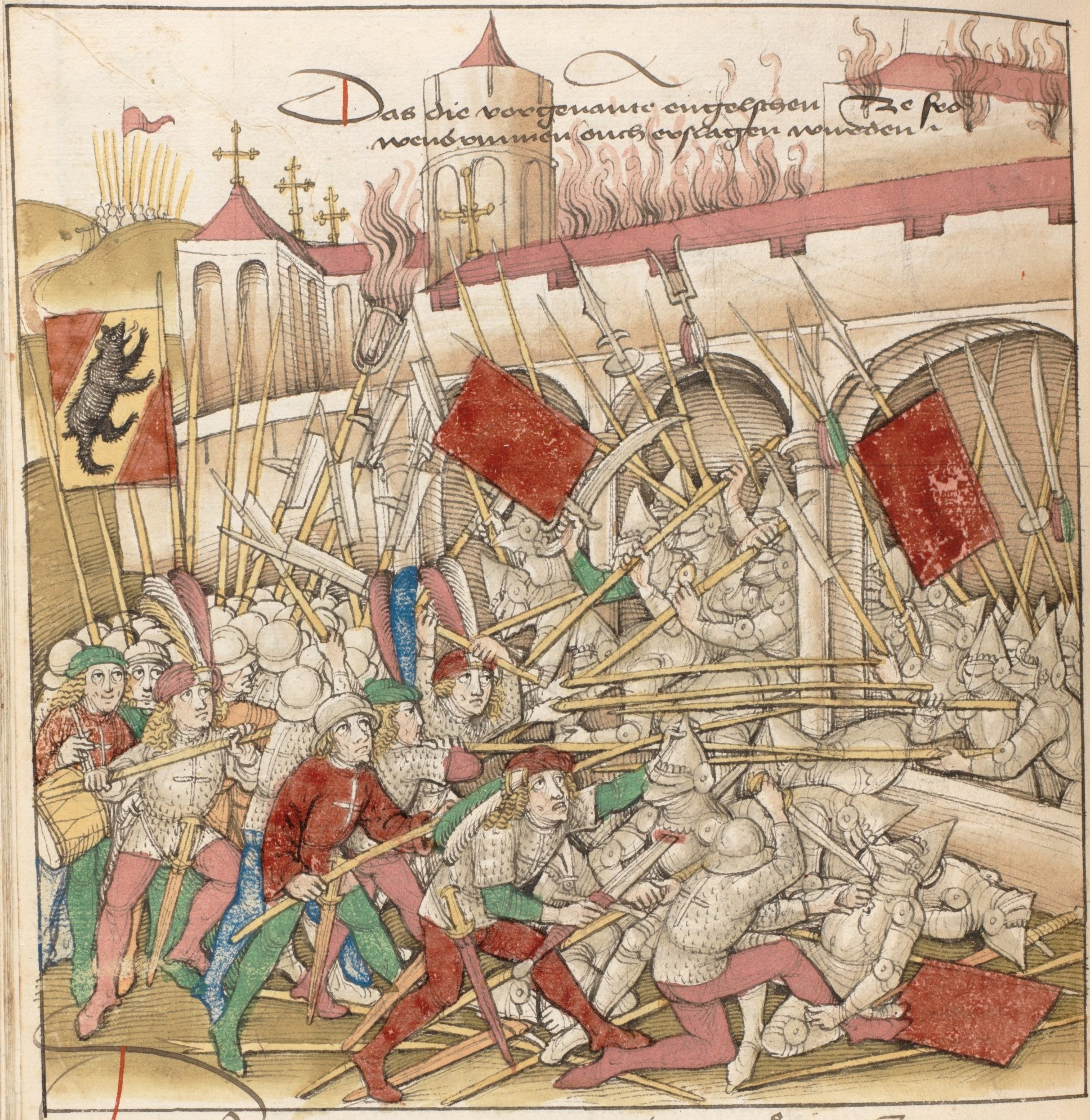
Der Angriff der Berner auf Kloster Fraubrunnen im Dezember 1375. Illustration von 1485 aus Diebold Schillings Spiezer Chronik. Die Gugler, erkennbar an ihren kapuzenförmigen Helmen, hatten sich im Kloster verschanzt. Die zur Verstärkung der Ortsbevölkerung herbeigerufenen bernischen Truppen schlugen die Gugler und setzten dabei das Kloster in Brand, das dadurch grossen Schaden erlitt.

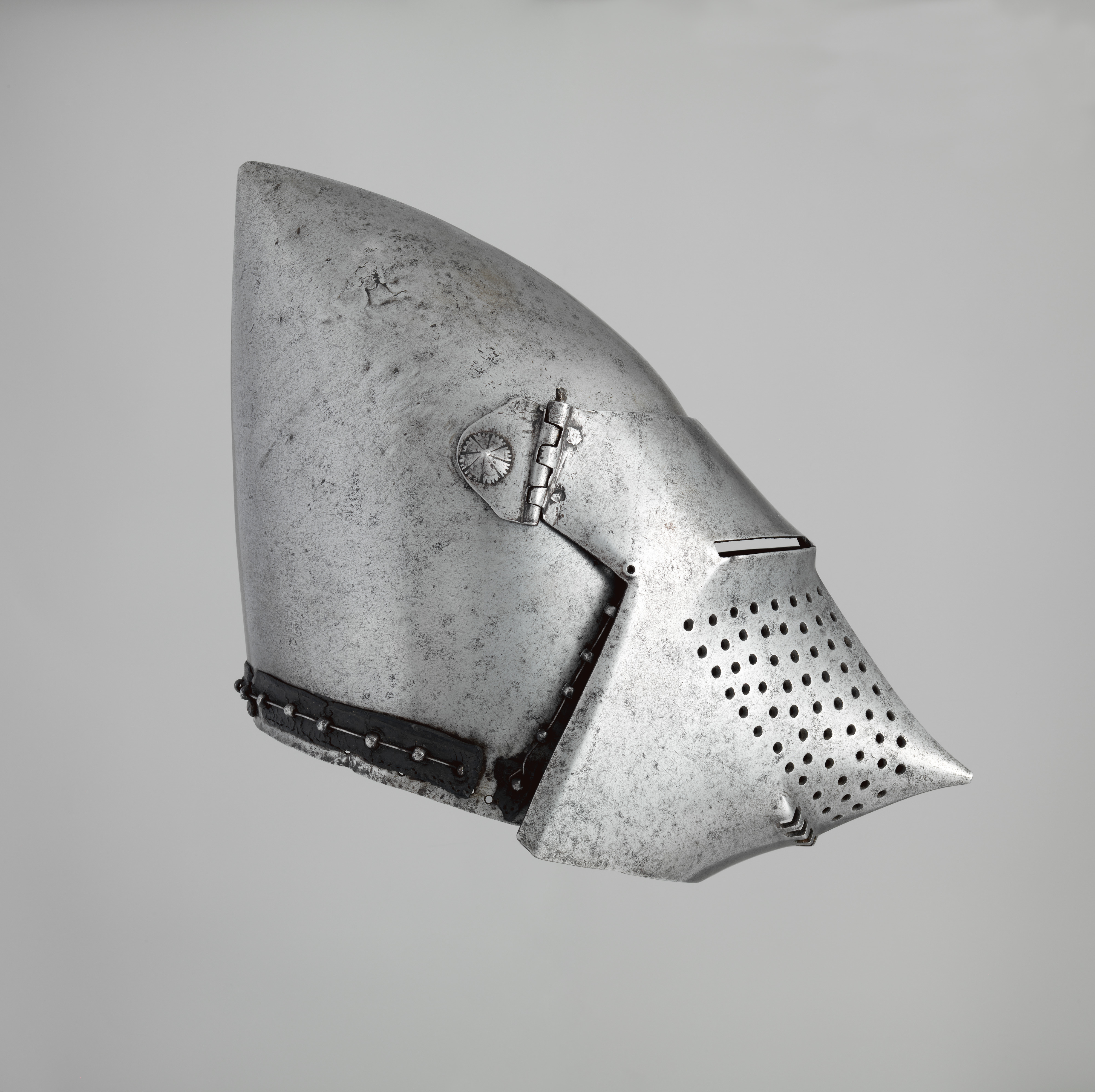
Die namensgebende Hundsgugel (Original, etwa 1375 bis 1400)

Als Gugler werden englische und französische Söldner bezeichnet, die Ende des Jahres 1375 unter der Führung von Enguerrand VII. de Coucy plündernd durch das Elsass über Waldshut in das schweizerische Mittelland zogen. Der Name leitete sich von ihren kalottenförmigen Helmen ab (vermutlich von mittelhochdeutsch gugel(e) „Kapuze“ aus lateinisch cuculla).
Coucy stammte mütterlicherseits von den Habsburgern ab und kämpfte im Hundertjährigen Krieg. Während eines Waffenstillstands warb er 22.000 unbeschäftigte englische und französische Soldaten an. Mit diesen wollte er den Erbanspruch seiner Mutter Katharina von Habsburg († 1349), Tochter Herzog Leopolds I. von Österreich, gewaltsam durchsetzen. Ziel des Eroberungsfeldzuges waren der Aargau sowie die Städte Aarau, Bremgarten, Lenzburg, Sempach, Sursee und Willisau. Diese standen gemäss einem Erbvertrag seiner Mutter zu, wurden aber von ihren Verwandten, den Herzögen Albrecht III. und Leopold III., zurückbehalten.
Anfang Dezember 1375 zogen die Gugler plündernd und raubend über den Jura und teilten sich in drei einzelne Heere auf: Enguerrand de Coucy bezog mit dem Hauptheer Quartier im Kloster St. Urban, der südfranzösische Hauptmann Jean de Vienne im Kloster Gottstatt und der walisische Hauptmann Owain Lawgoch (Ivo von Wales) im Kloster Fraubrunnen. Der Raubzug wurde in der Gegend zwischen dem westlichen Aargau und dem Seeland fortgesetzt. Dabei wurden die Städtchen Fridau und Altreu vollständig zerstört. Die Bewohner der betroffenen Gegend, unter ihnen Petermann I. von Grünenberg von seiner Burg Grünenberg, sowie der Burg  Aarwangen aus, die ihm Coucy allerdings verbrannte, und später auch der Stadt Bern organisierten den Widerstand und fügten den einzelnen Heeren bei nächtlichen Gefechten beträchtliche Verluste zu, am 25. Dezember bei Buttisholz, am 26. Dezember bei Ins und am 27. Dezember entscheidend bei Fraubrunnen. Die Winterkälte, aber auch die Unerschrockenheit der Einheimischen bewogen die Gugler zum Rückzug, das Hauptheer von Coucy kam gar nicht mehr zum Einsatz.
1376 zogen sich die Gugler wieder zurück, ohne dass irgendeines der Kriegsziele erreicht worden wäre. Coucy erhielt im Jahr 1387 in einem Vergleich mit Albrecht III. die Herrschaft Büren und die Hälfte der Stadt Nidau als Pfand zugesprochen. Doch bereits ein Jahr später ging sein Besitz an die Städte Bern und Solothurn verloren.